# Les étoiles ne meurent jamais
Pour plus de détails, voir Fiche technique et Distribution.
Les étoiles ne meurent jamais est un film documentaire français réalisé par Max de Vaucorbeil, sorti en 1957.

## Fiche technique
- Titre : Les étoiles ne meurent jamais
- Réalisation : Max de Vaucorbeil
- Scénario : Henri Jeanson et Pierre Laroche
- Commentaire dit par François Périer
- Pays d'origine :  France
- Production : Mercure Productions
- Durée : 97 minutes
- Date de sortie : France - 8 mai 1957

## Distribution
- Harry Baur
- Jules Berry
- Victor Boucher
- Max  Dearly
- Louis Jouvet
- Raimu
- Marguerite Moreno